# مترو ألماتي
مترو ألماتي ((بالقازاقية: مترو ألماتي) ، ألماتي متروبوليتيني ؛ بالروسية: مترو الماتي) يعرف بنظام عبور / مترو سريع في ألماتي، كازاخستان. ولقد تم افتتاح أول خط من النظام في 1 ديسمبر 2011، دلك بعد أكثر من 23 عامًا من البناء. 2.9 كيلومتر (1.8 ميل) ، في 18 أبريل لقد تم افتتاح امتداد محطتين للمترو إلى محطة موسكفا.

## التاريخ

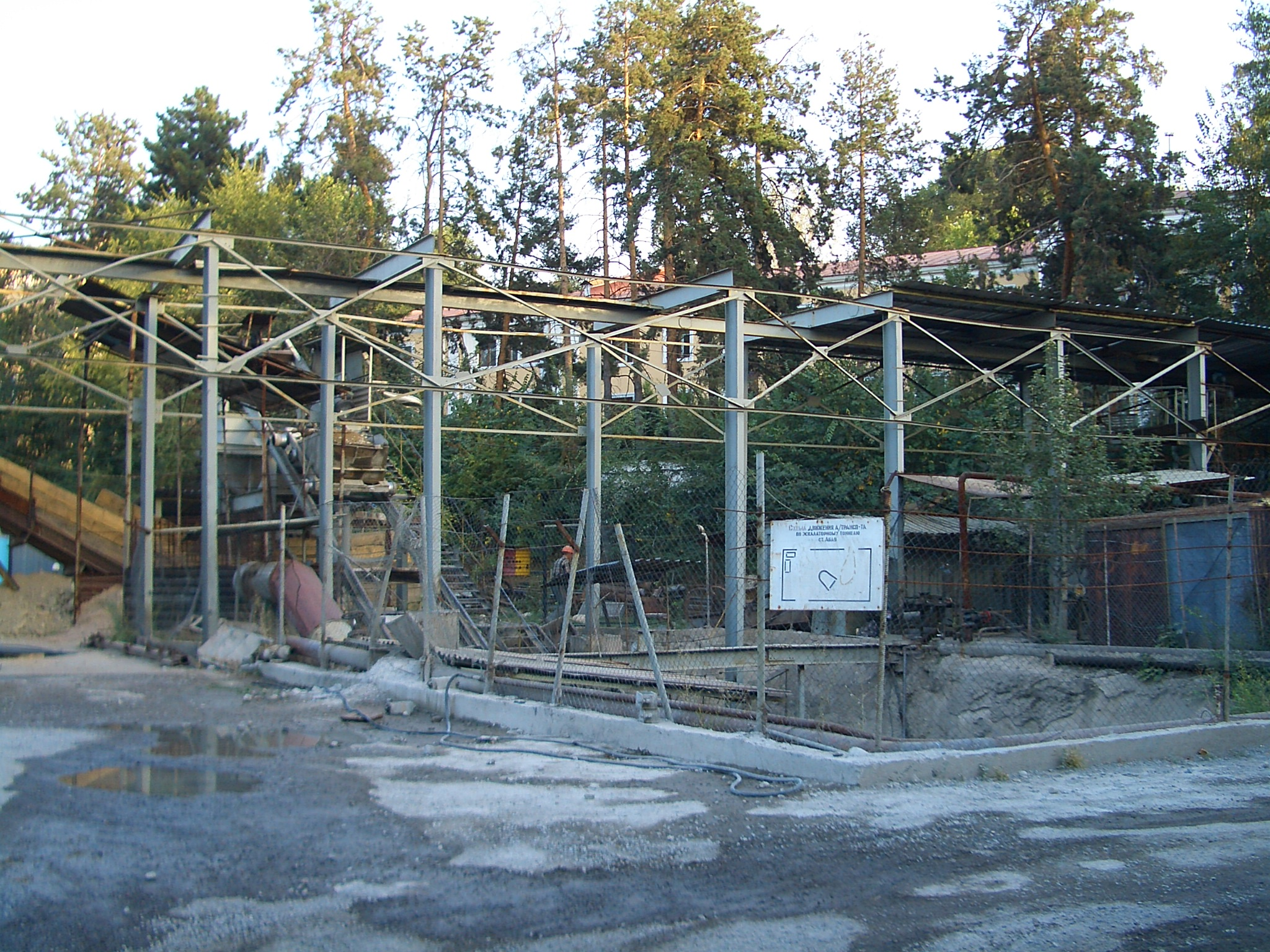
بناء محطة Abay ، سبتمبر 2007

في 7 سبتمبر 1988  قد بدأ بناء مترو ألماتي.في حين كانت كازاخستان جزءًا من الاتحاد السوفيتي. ورغم ذلك، بعد انهيار الاتحاد السوفيتي، جفت الأموال من موسكو ولم تستطيع الحكومة الكازاخستانية الجديدة من إكمال البناء. قامت بجهود للحفاظ على الأعمال المنجزة بالفعل، لكن التكلفة المرتفعة أدت إلى تراكم ديون كبيرة للعاملين في البناء. 

وضعت حكومة كازاخستان مبادرة إنمائية جديدة في عام 2003, تضمنت تمويلًا حكوميًا للأستمرار في بناء في المترو. في حين بناء المترو، أُغلقت شبكة ترام ألماتي ومعظم طرقها بحلول عام 2010.

### أعمال بناء
في عام 2005، تلقى برنامج البناء، الذي يخضع الآن لسيطرة الرئيس نور سلطان نزارباييف، تلقى التزامات بمبلغ 72 مليون تنغي للفترة 2006-2008.[بحاجة لمصدر]

تم الانتهاء من النفق بين محطتي المعالي وأباي ليلة 24/25 مايوفي عام 2007. النفق 1.271 كيلومتر (0.790 ميل) في الطول. عند نقطة الاتصال، تقع على عمق 73 متر (240 قدم) . النفق من أباي باتجاه بايكونور (1.526 كيلومتر (0.948 ميل) في نهاية عام 2007. في منتصف عام 2008 تم الانتهاء من نفق آخر على هذا الامتداد.
تثمن تكلفة إقامة الخط الأول بحوالي 101 مليار تنغي (1 مليار دولار أمريكي). 

في 1 ديسمبر 2011،  تم افتتاح القسم الأول من المترو.يقوم بالعمل على 8.54 كيلومتر (5.3 ميل) من الطريق وخدمة سبع محطات  (أربع محطات عميقة وثلاث محطات تحت السطحية). حين تم افتتاحه كان ثاني نظام مترو في آسيا الوسطى، كما انه كان المترو السادس عشر في منطقة الاتحاد السوفيتي السابق.[بحاجة لمصدر]

في عام 2011،[بحاجة لمصدر] قد بدأ البناء في التوسع إلى محطتي سيران وموسكفا. وافتتح الخدمة في 18 أبريل 2015، مضيفًا 2.9 كيلومتر (1.8 ميل) أخرى 2.9 كيلومتر (1.8 ميل) دلك من الطريق ومحطتين إلى المترو.

## عمليات

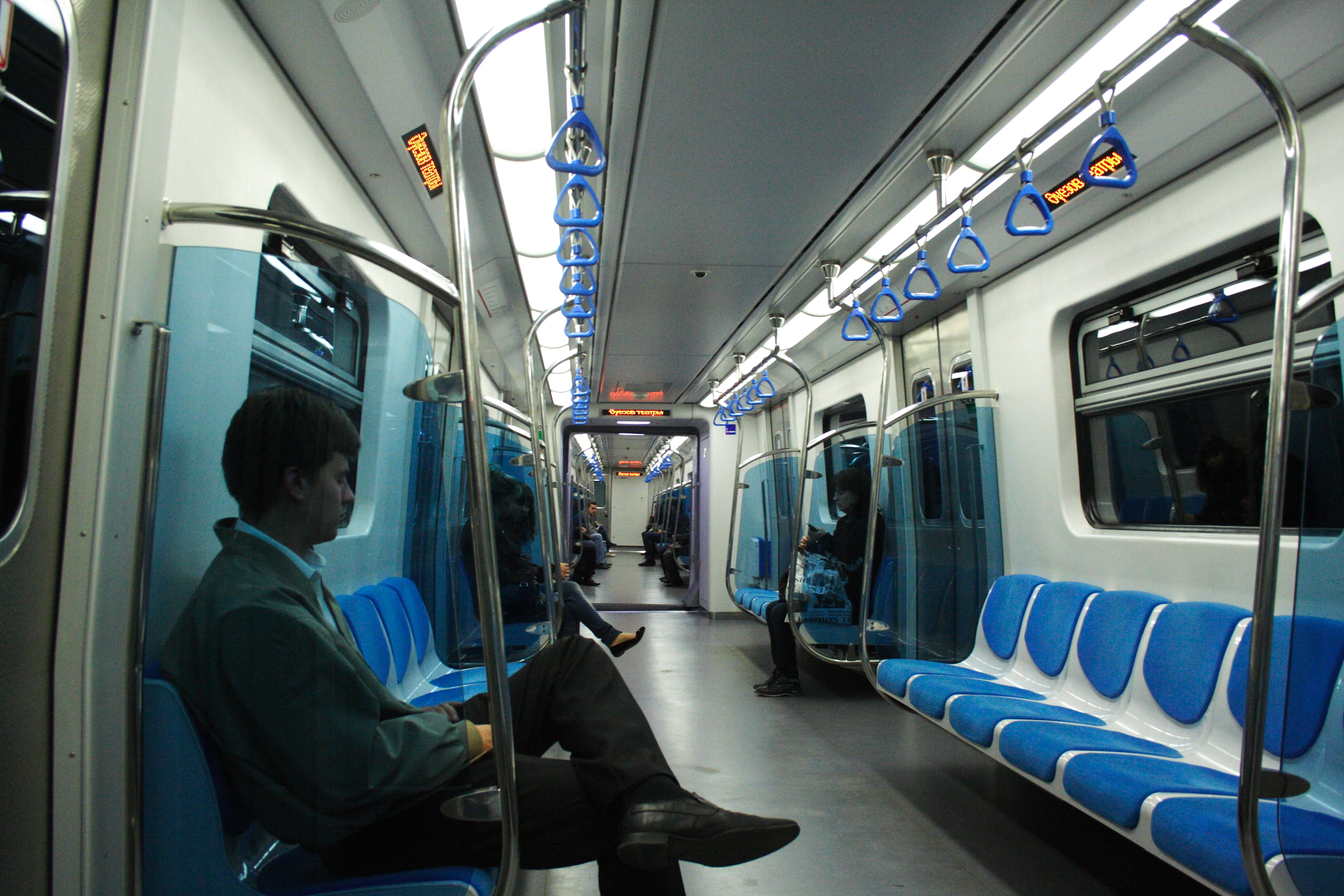
داخل قطار مترو

أواخر سنة أبريل 2015 يبلغ طول مسار المترو الماتي، 11.3 كيلومتر (7.0 ميل) يخدم تلاند تسع محطات
بصنع شركة هيونداي يمتلك مترو ألماتي سبع قطارات بأربع عربات.

## أرقام الركاب

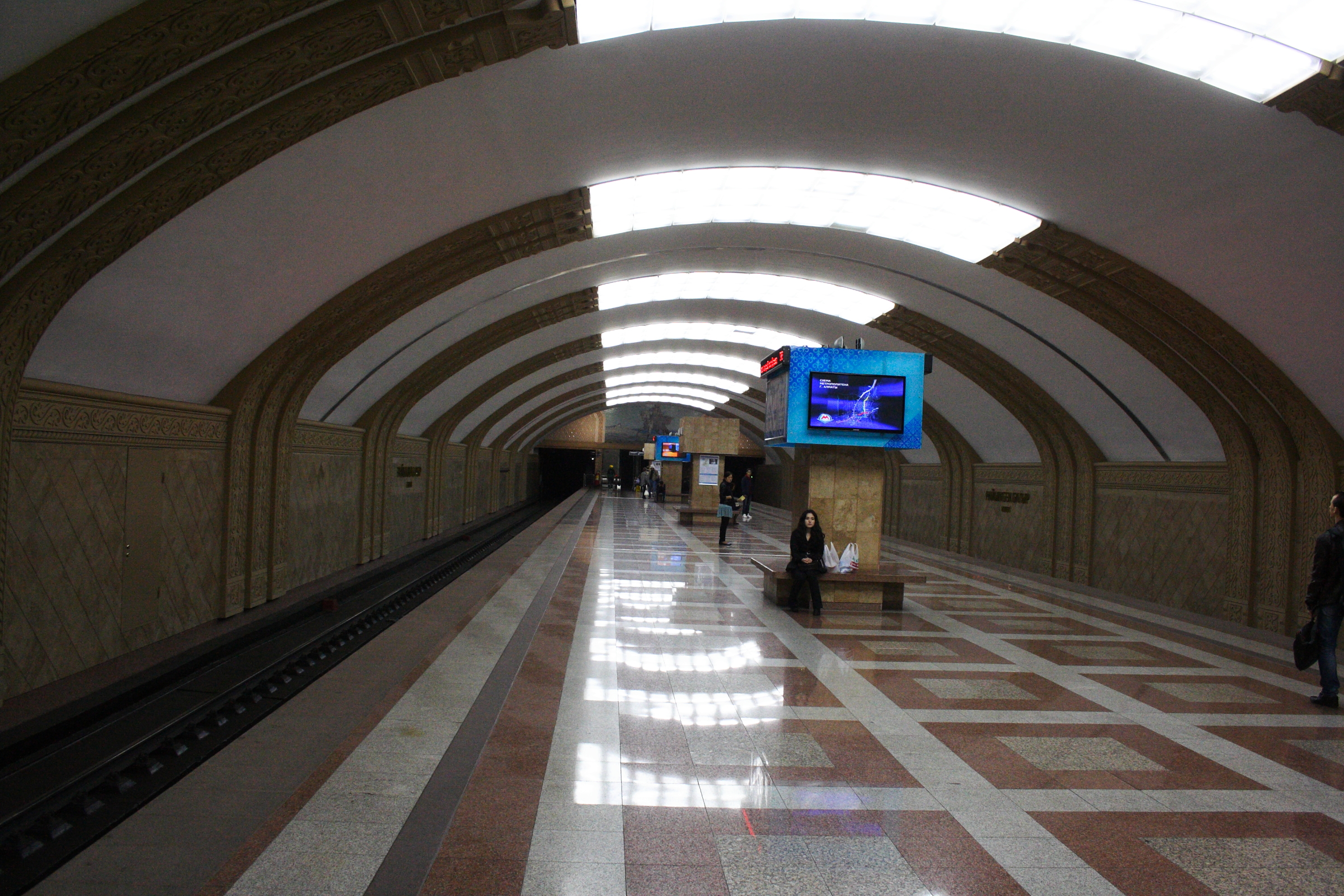
منصات محطة مترو رايمبك باتير

في عام 2016، استخدم 12.4 مليون مسافر المترو. بزيادة قدرها 10.6 مليون مسافر في عام 2015. تزايدت أعداد الركاب اليومية من 17000 يوميًا في أيام السبت والأحد والعطلات الرسمية إلى ما يصل إلى 45000 شخصًا يستخدمونها في أيام العمل.

## خطط مستقبلية
المترو آخذ في التوسع. من المتوقع أن تكتمل المرحلة الثانية من المترو. هي 3.1 كم تمتد إلى ساري أركا ودوستيك في عام 2021. 5.52 كما انه من المتوقع الانتهاء من تمديد الكيلومتر إلى كالكامان ومحطة الحافلات الغربية في عام 2025. المرحلة الثالثة تبدأ بعد الانتهاء من المرحلة الثانية، وستتكون من امتداد شمالي يبلغ 8.76 كم، ومن المتوقع اكتماله قبل عام 2035.

## روابط خارجية
- KGP Metro Almaty - الموقع الرسمي
- خريطة مسار مترو ألماتي
- مترو ألماتي في UrbanRail.net
- مترو ألماتي في Subways.net نسخة محفوظة 29 يوليو 2019 على موقع واي باك مشين.
- دليل اللغة الإنجليزية لمترو ألماتي
- المدن الأطلسية - في كازاخستان، نظام مترو أنفاق جديد جميل ومستقبلي